# Реннесёй
Реннесёй (норв. Rennesøy) — коммуна в губернии Ругаланн в Норвегии. Административный центр коммуны — город Викевог. Официальный язык коммуны — нюнорск. Население коммуны на 2016 год составляло 4856 человек. Площадь коммуны Реннесёй — 65,3 км², код-идентификатор — 1142.
1 января 2020 года коммуна была упразднена и поглощена коммуной Ставангер.

## История населения коммуны
Население коммуны за последние 60 лет.

Статистика коммуны Реннесёй